# My Name Is
My Name Is é um single lançado por Eminem em 1999 no álbum The Slim Shady LP. Foi produzido por Dr. Dre.

## Paradas musicais
| Paradas (1999)                                            | Melhor posição |
| --------------------------------------------------------- | -------------- |
| Austrália Australian Singles Chart                        | 13             |
| Áustria Austrian Singles Chart                            | 24             |
| Bélgica Belgian Singles Chart (Flanders)                  | 33             |
| Canadá RPM Canadian Singles Chart                         | 38             |
| França French Singles Chart                               | 68             |
| Irlanda Irish Singles Chart                               | 4              |
| Países Baixos Netherlands Singles Chart                   | 17             |
| Nova Zelândia New Zealand Singles Chart                   | 4              |
| Noruega Norwegian Singles Chart                           | 8              |
| Suécia Swedish Singles Chart                              | 16             |
| Suíça Swiss Singles Chart                                 | 29             |
| Reino Unido UK Singles Chart                              | 2              |
| Estados Unidos Billboard Hot 100                          | 36             |
| Estados Unidos Billboard Hot Modern Rock Tracks           | 37             |
| Estados Unidos Billboard Hot R&B/Hip-Hop Singles & Tracks | 18             |
| Estados Unidos Billboard Hot Rap Singles                  | 10             |